# Новолушниково
Новолушниково — деревня (село) в Маслянинском районе Новосибирской области. Входит в состав Егорьевского сельсовета.

## География
Площадь деревни — 22 гектара.

## Население
| 2002 | 2007 | 2010 |
| ---- | ---- | ---- |
| 40   | ↘27  | ↘21  |

## Инфраструктура
В деревне по данным на 2007 год отсутствует социальная инфраструктура.